# Japonaria spathulata
Japonaria spathulata är en mångfotingart som beskrevs av Miyosi 1951. Japonaria spathulata ingår i släktet Japonaria och familjen Xystodesmidae. Inga underarter finns listade i Catalogue of Life.